# Matthias Kleinheisterkamp
Matthias Kleinheisterkamp, född 22 juni 1893 i Elberfeld, död 2 maj 1945 i Halbe, var en tysk SS-Obergruppenführer och general i Waffen-SS. Under andra världskriget anförde han flera olika Waffen-SS-divisioner.

## Biografi
Kleinheisterkamp tog 1914 värvning i Reichsheer och stred på både västfronten och östfronten under första världskriget. Han blev 1918 allvarligt sårad i huvudet och tilldelades Såradmärket i silver.
Efter kriget gick Kleinheisterkamp med i en frikår och senare i Reichswehr, där han tjänstgjorde i olika infanterienheter. I november 1933 blev han medlem i SS och två år senare i SS-Verfügungstruppe, föregångaren till Waffen-SS.

### Andra världskriget
Kleinheisterkamps första befäl för en Waffen-SS-division kom i juli 1941, då han för en kort tid efterträdde Theodor Eicke som befälhavare för 3. SS-Panzer-Division Totenkopf. Därefter anförde han "Das Reich" så skickligt att han tilldelades Riddarkorset av Järnkorset.
I slutet av april 1945 greps Kleinheisterkamp av sovjetiska soldater i närheten av Halbe och begick kort därefter självmord.